# Samuela Kautoga
Samuela Ibo Kautoga (Suva, 21 maggio 1987) è un calciatore figiano, difensore dell'Amicale FC e della nazionale figiana.

## Carriera internazionale
Ha partecipato con la sua nazionale alle qualificazioni al campionato mondiale.